# Арана
Арана, Вальє-де-Арана (баск. Harana, ісп. Valle de Arana, офіційна назва Harana/Valle de Arana) — муніципалітет в Іспанії, у складі автономної спільноти Країна Басків, у провінції Алава. Населення — 305 осіб (2009).
Муніципалітет розташований на відстані близько 280 км на північний схід від Мадрида, 30 км на схід від Віторії.
На території муніципалітету розташовані такі населені пункти: Альда (адміністративний центр), Контраста, Сан-Вісенте-де-Арана/Доне-Бікенді-Арана, Ульїбаррі-Арана/Урібаррі-Арана.

## Демографія
Динаміка населення (INE ):

## Галерея зображень

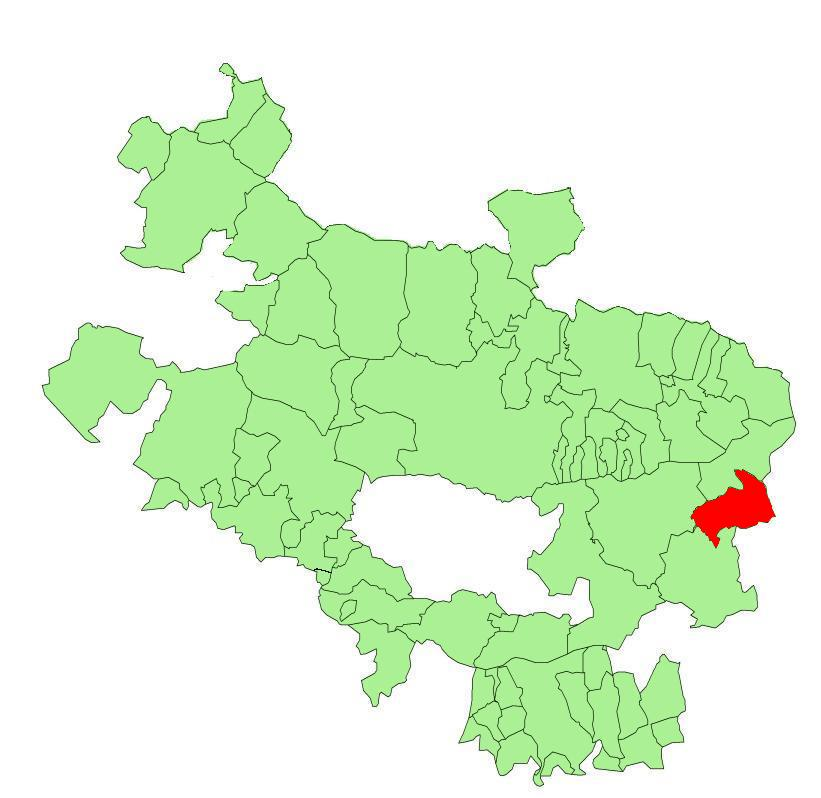
Розташування муніципалітету
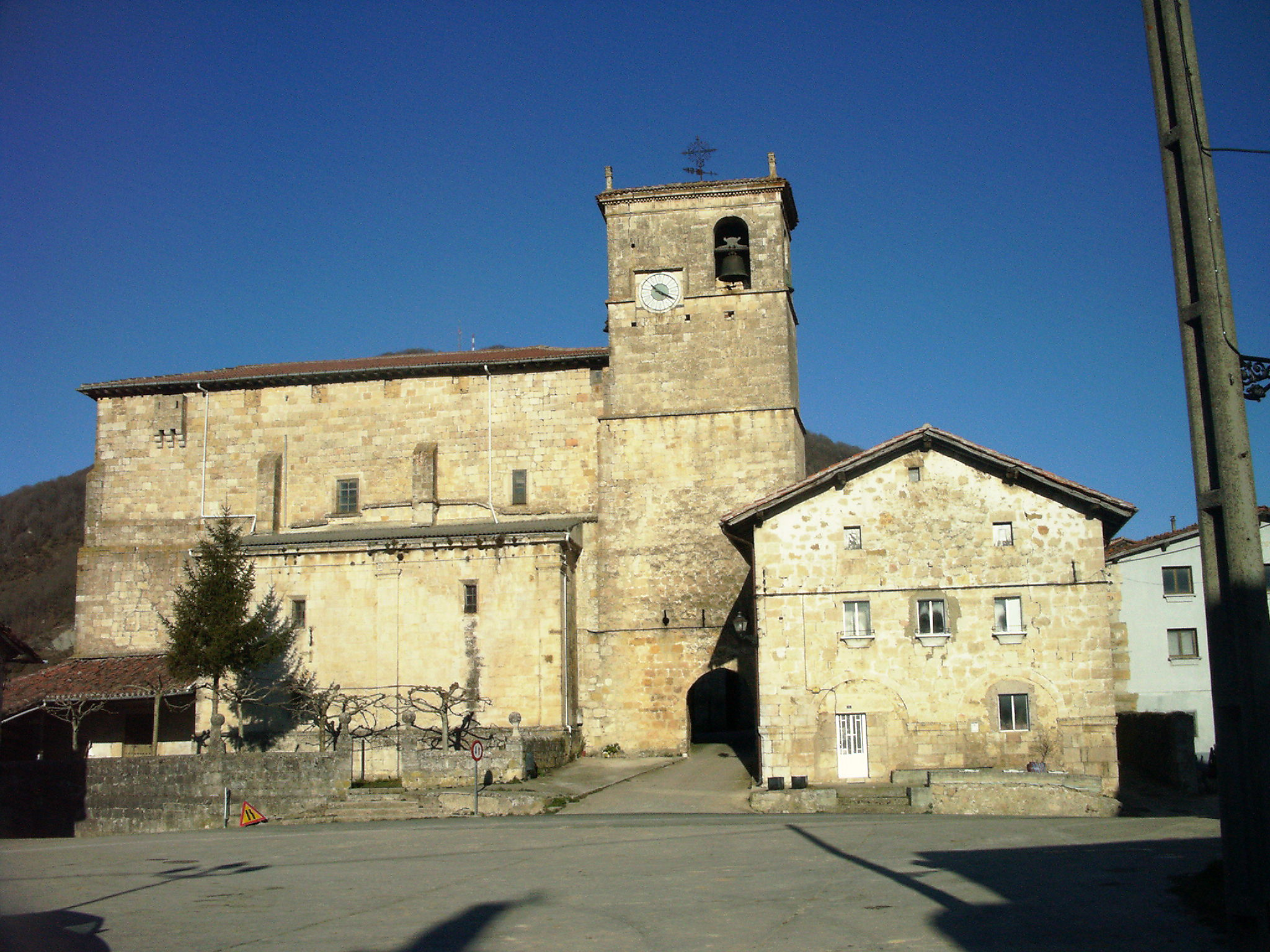
Церква у Контрасті